# Cykling under sommer-OL 2016
Cykling under sommer-OL 2016 fandt sted mellem 6. august og 21. august 2016 på fire forskellige arenaer i Rio de Janeiro. Der blev konkurreret i 18 discipliner, 9 for mænd og 9 for kvinder, og der blev konkurreret i landevejscykling, banecykling, BMX og mountainbike.

## Program
| Kalender for cykling | Kalender for cykling     | Kalender for cykling | Kalender for cykling | Kalender for cykling | Kalender for cykling | Kalender for cykling | Kalender for cykling | Kalender for cykling | Kalender for cykling | Kalender for cykling | Kalender for cykling | Kalender for cykling | Kalender for cykling | Kalender for cykling | Kalender for cykling | Kalender for cykling | Kalender for cykling |
| August 2016          | August 2016              | 6                    | 7                    | 8                    | 9                    | 10                   | 11                   | 12                   | 13                   | 14                   | 15                   | 16                   | 17                   | 18                   | 19                   | 20                   | 21                   |
| -------------------- | ------------------------ | -------------------- | -------------------- | -------------------- | -------------------- | -------------------- | -------------------- | -------------------- | -------------------- | -------------------- | -------------------- | -------------------- | -------------------- | -------------------- | -------------------- | -------------------- | -------------------- |
| Landevej             | Landevejscykling         | 1                    | 1                    |                      |                      | 2                    |                      |                      |                      |                      |                      |                      |                      |                      |                      |                      |                      |
| Bane                 | Banecykling              |                      |                      |                      |                      |                      | 1                    | 2                    | 2                    | 1                    | 1                    | 3                    |                      |                      |                      |                      |                      |
| BMX                  | BMX                      |                      |                      |                      |                      |                      |                      |                      |                      |                      |                      |                      |                      |                      | 2                    |                      |                      |
| MTB                  | Cykling (mountainbiking) |                      |                      |                      |                      |                      |                      |                      |                      |                      |                      |                      |                      |                      |                      | 1                    | 1                    |

|  | Indledende konkurrence |  | Finale | 4 | Antal finaler |

## Medaljevindere

### Medaljetabel
| Placering | Land           | Guld | Sølv | Bronze | Total |
| --------- | -------------- | ---- | ---- | ------ | ----- |
| 1         | Storbritannien | 6    | 4    | 2      | 12    |
| 2         | Holland        | 2    | 3    | 1      | 6     |
| 3         | USA            | 2    | 3    | 0      | 5     |
| 4         | Schweiz        | 2    | 0    | 0      | 2     |
| 5         | Sverige        | 1    | 1    | 0      | 2     |
| 6         | Belgien        | 1    | 0    | 1      | 2     |
| 6         | Colombia       | 1    | 0    | 1      | 2     |
| 6         | Tyskland       | 1    | 0    | 1      | 2     |
| 6         | Italien        | 1    | 0    | 1      | 2     |
| 10        | Kina           | 1    | 0    | 0      | 1     |
| 11        | Rusland        | 0    | 2    | 1      | 3     |
| 12        | Danmark        | 0    | 1    | 2      | 3     |
| 13        | Australien     | 0    | 1    | 1      | 2     |
| 13        | Polen          | 0    | 1    | 1      | 2     |
| 15        | Tjekkiet       | 0    | 1    | 0      | 1     |
| 15        | New Zealand    | 0    | 1    | 0      | 1     |
| 17        | Canada         | 0    | 0    | 2      | 2     |
| 18        | Frankrig       | 0    | 0    | 1      | 1     |
| 18        | Malaysia       | 0    | 0    | 1      | 1     |
| 18        | Spanien        | 0    | 0    | 1      | 1     |
| 18        | Venezuela      | 0    | 0    | 1      | 1     |
| Total     | Total          | 18   | 18   | 18     | 54    |

### Landevejscykling
| Event              | Guld                           | Sølv                        | Bronze                         |
| ------------------ | ------------------------------ | --------------------------- | ------------------------------ |
| Linjeløb herrer    | Greg Van Avermaet · Belgien    | Jakob Fuglsang · Danmark    | Rafał Majka · Polen            |
| Linjeløb damer     | Anna van der Breggen · Holland | Emma Johansson · Sverige    | Elisa Longo Borghini · Italien |
| Enkeltstart herrer | Fabian Cancellara · Schweiz    | Tom Dumoulin · Holland      | Chris Froome · Storbritannien  |
| Enkeltstart damer  | Kristin Armstrong · USA        | Olga Zabelinskaja · Rusland | Anna van der Breggen · Holland |

### Banecykling
| Event                  | Guld                                                                              | Sølv                                                                                               | Bronze                                                                                               |
| ---------------------- | --------------------------------------------------------------------------------- | -------------------------------------------------------------------------------------------------- | --- |
| Sprint damer           | Kristina Vogel · Tyskland                                                         | Becky James · Storbritannien                                                                       | Katy Marchant · Storbritannien                                                                       |
| Sprint herrer          | Jason Kenny · Storbritannien                                                      | Callum Skinner · Storbritannien                                                                    | Denis Dmitrijev · Rusland                                                                            |
| Holdsprint damer       | Kina · Gong Jinjie · Zhong Tianshi                                                | Rusland · Anastasija Vojnova · Darja Sjmeleva                                                      | Tyskland · Kristina Vogel · Miriam Welte                                                             |
| Holdsprint herrer      | Storbritannien · Philip Hindes · Jason Kenny · Callum Skinner                     | New Zealand · Ethan Mitchell · Sam Webster · Edward Dawkins                                        | Frankrig · Grégory Baugé · François Pervis · Michaël D'Almeida                                       |
| Holdforfølgelse damer  | Storbritannien · Katie Archibald · Laura Trott · Elinor Barker · Joanna Rowsell · | USA · Sarah Hammer · Kelly Catlin · Chloe Dygert · Jennifer Valente ·                              | Canada · Allison Beveridge · Jasmin Glaesser · Kirsti Lay · Georgia Simmerling · Laura Brown         |
| Holdforfølgelse herrer | Storbritannien · Ed Clancy · Steven Burke · Owain Doull · Bradley Wiggins ·       | Australien · Alexander Edmondson · Jack Bobridge · Michael Hepburn · Sam Welsford · Callum Scotson | Danmark · Lasse Norman Hansen · Niklas Larsen · Frederik Madsen · Casper von Folsach · Rasmus Quaade |
| Keirin damer           | Elis Ligtlee · Holland                                                            | Becky James · Storbritannien                                                                       | Anna Meares · Australien                                                                             |
| Keirin herrer          | Jason Kenny · Storbritannien                                                      | Matthijs Buchli · Holland                                                                          | Azizulhasni Awang · Malaysia                                                                         |
| Omnium damer           | Laura Trott · Storbritannien                                                      | Sarah Hammer · USA                                                                                 | Jolien D'Hoore · Belgien                                                                             |
| Omnium herrer          | Elia Viviani · Italien                                                            | Mark Cavendish · Storbritannien                                                                    | Lasse Norman Hansen · Danmark                                                                        |

### Mountainbike
| Event  | Guld                     | Sølv                        | Bronze                          |
| ------ | ------------------------ | --------------------------- | ------------------------------- |
| Damer  | Jenny Rissveds · Sverige | Maja Włoszczowska · Polen   | Catharine Pendrel · Canada      |
| Herrer | Nino Schurter · Schweiz  | Jaroslav Kulhavý · Tjekkiet | Carlos Coloma Nicolás · Spanien |

### BMX
| Event  | Guld                     | Sølv                       | Bronze                        |
| ------ | ------------------------ | -------------------------- | ----------------------------- |
| Damer  | Mariana Pajón · Colombia | Alise Post · USA           | Stefany Hernandez · Venezuela |
| Herrer | Connor Fields · USA      | Jelle van Gorkom · Holland | Carlos Ramirez · Colombia     |